# Catasetum luridum
Catasetum luridum (tên tiếng Anh là Pale-yellow Catasetum) là một loài phong lan.

## Hình ảnh

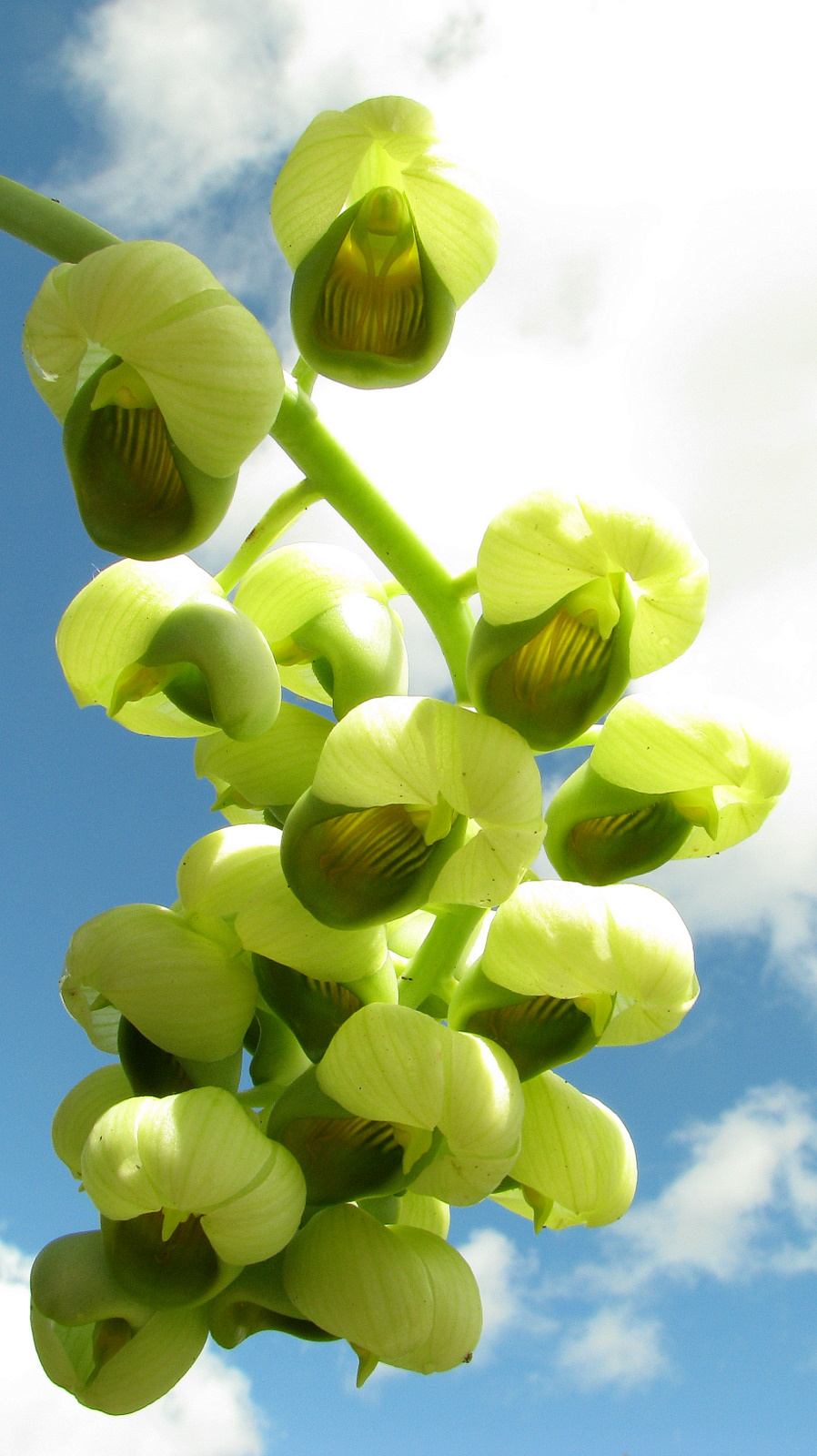
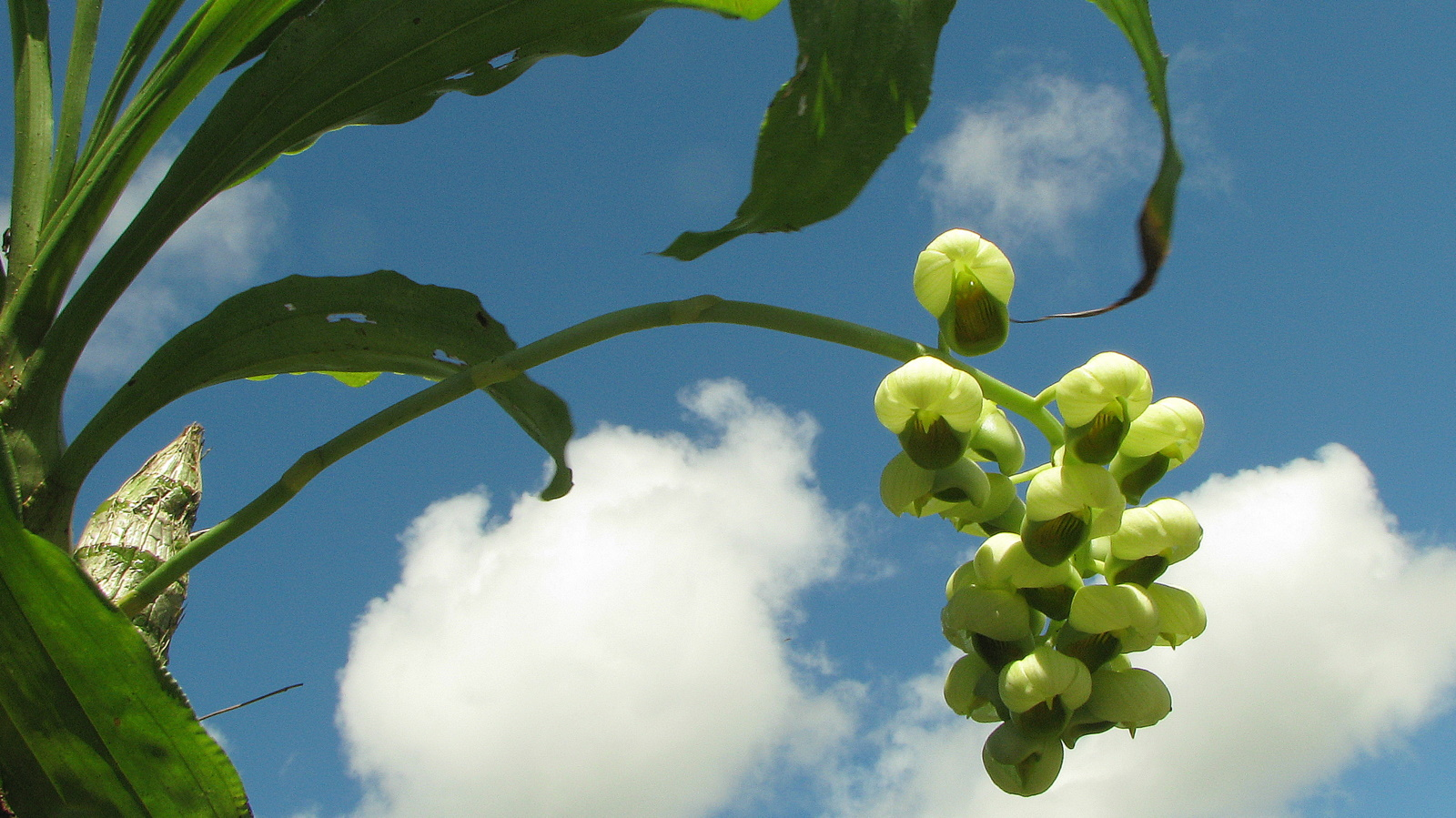
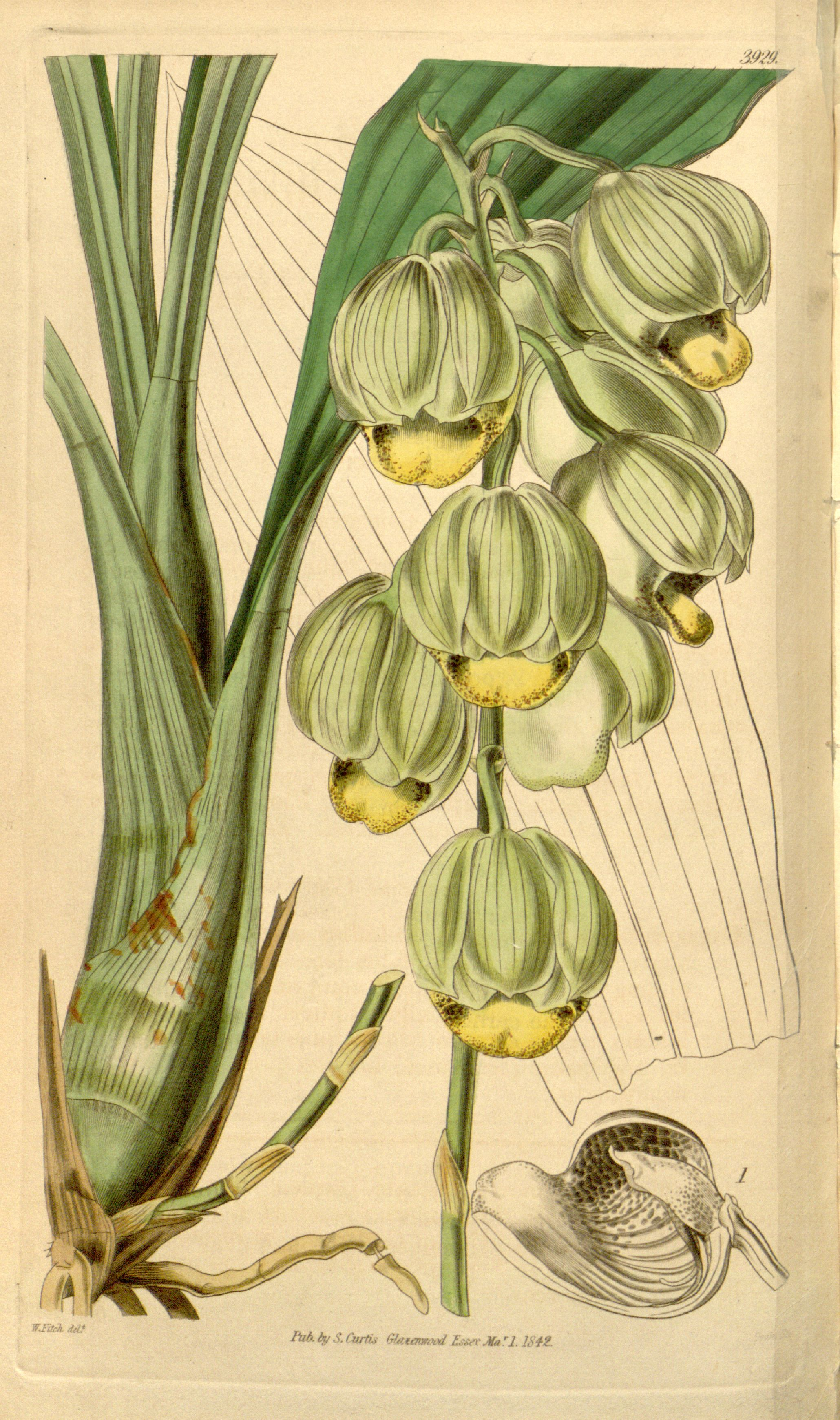
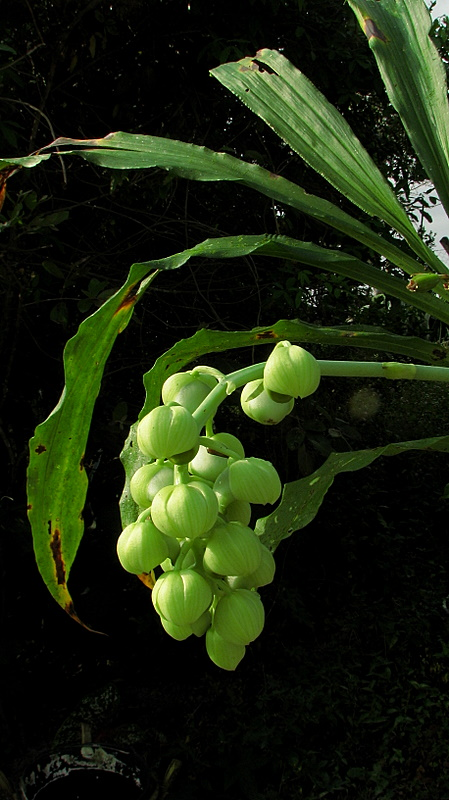